# Landgericht Gera

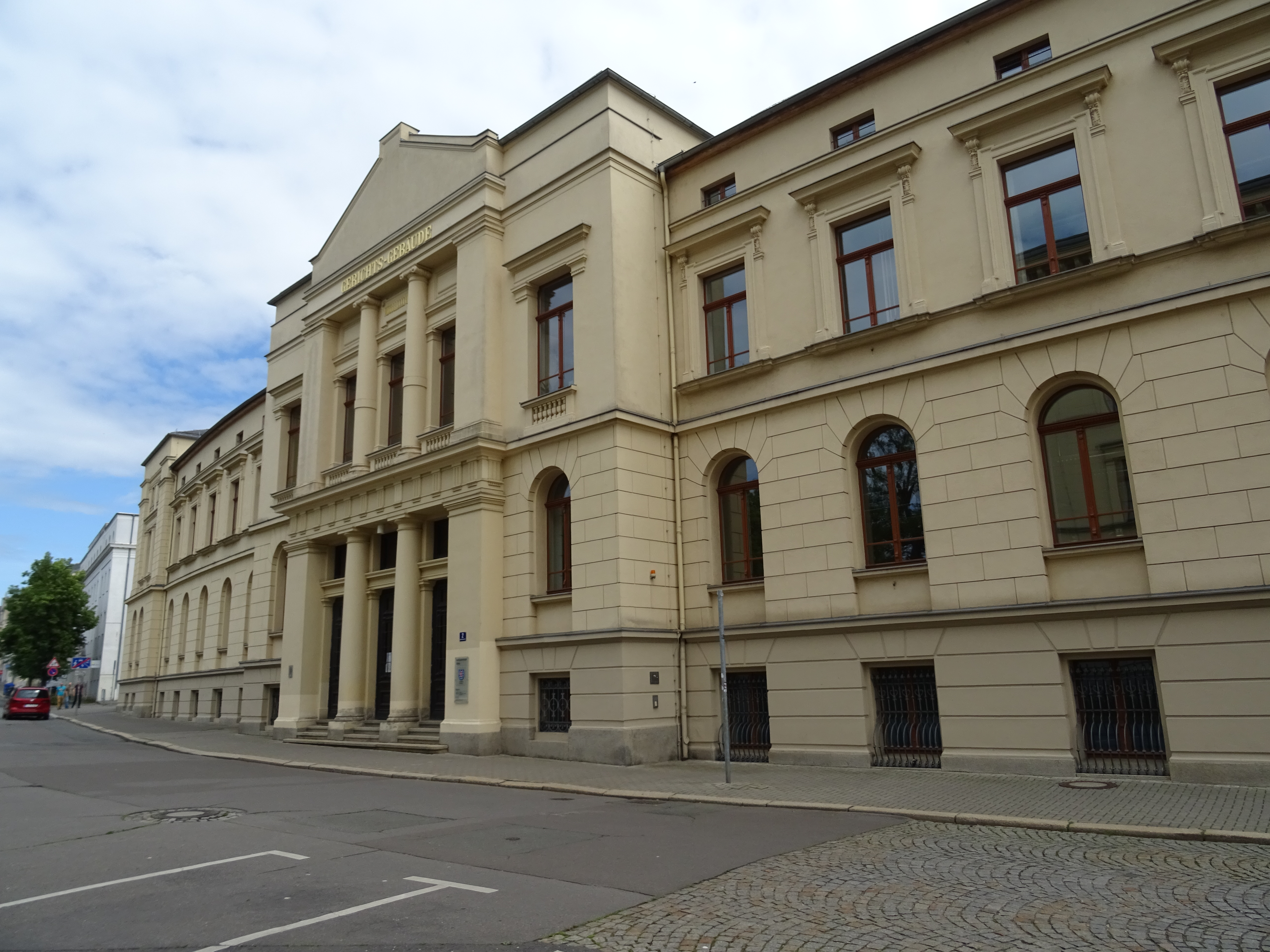
Gebäude des Landgerichtes Gera (2020)

Das Landgericht Gera ist ein Gericht der ordentlichen Gerichtsbarkeit und eines von vier Landgerichten in Thüringen. Es hat seinen Sitz in Gera.

## Instanzenzug
Zum Gerichtsbezirk gehören die Amtsgerichte Altenburg, Gera, Greiz, Jena, Pößneck, Rudolstadt und Stadtroda.
Dem Landgericht Gera ist das Thüringer Oberlandesgericht in Jena übergeordnet.

## Geschichte
Im Jahre 1836 wurden in Gera, Schleiz und Lobenstein Kriminalgerichte und in Gera das Appellationsgericht Gera eingerichtet. 1878 wurde Gera Sitz des Landgerichtes mit den Reußischen Amtsgerichten Gera, Hohenleuben, Lobenstein, Hirschberg und Schleiz sowie den Weimarer Amtsgerichten Neustadt/Orla, Auma und Weida. Es war dem Oberlandesgericht Jena unterstellt. Im Jahre 1898 wurde das heutige Gerichtsgebäude erbaut. Im Rahmen des Zusammenschlusses der beiden Reußischen Staaten zum Volksstaat Reuß wurde 1919 das Landgericht Greiz aufgehoben und seine drei Amtsgerichte Burgk, Greiz und Zeulenroda dem Landgericht Gera zugeordnet. Das Amtsgericht Hohenleuben wurde zum 15. Juli 1919 aufgehoben. Nachdem im Jahr 1920 die thüringischen Staaten im Land Thüringen aufgegangen waren, wurde der Gerichtssprengel angepasst. Das Landgericht Gera erhielt dabei die Amtsgerichte Greiz, Ronneburg und Zeulenroda zusätzlich zugeordnet. Im Jahre 1945 wurde das Oberlandesgericht nach Gera verlegt, 1950 nach Erfurt. Im Jahre 1952 wurden in der DDR die Landgerichte aufgehoben und durch Bezirksgerichte ersetzt. In Gera entstand so das Bezirksgericht Gera. Nach dem Zusammenbruch der DDR wurde das Landgericht 1993 wiedererrichtet.

## Gebäude
Das Landgerichtsgebäude, ehemaliger Gebäudekomplex mit Schwurgerichtssaal und abgegangener Haftanstalt sowie älterem Direktorenwohnhaus (Rudolf-Diener-Straße 2), steht als Kulturdenkmal unter Denkmalschutz.

## Richter
- Franz Hirt (Direktor 1879–1884)
- Paul Fischer
- Heinrich Hagen (ab 1882 Landgerichtsdirektor und ab 1892 Landgerichtspräsident)
- Hugo Stöckel